# عمواوغلي سفلي
عمواوغلي سفلي (بالفارسية: عمواوغلی سفلی) هي منطقة سكنية تقع في تشارواماق الشرقية الريفية في إيران. يقدر عدد سكانها بـ 339 نسمة .